# 트위터 비판
트위터는 현재 X로 이름을 바꾸었고, 수년에 걸쳐 다양한 비판에 직면해 왔습니다. 특히 콘텐츠 검토, 검열, 플랫폼 관리와 관련된 비판이 많았습니다.
X는 2022년 10월 일론머스크에게 인수된 이후 더욱 심각한 논란에 직면해 왔습니다 . 허위 정보 및 허위 정보 처리 , 증오 표현 확산 , 언론인 계정 정지 , 언론 매체를 "국가 산하"로 분류하고 가시성을 제한하는 등의 임시 조치 등의 문제가 비판을 불러일으켰습니다. X는 바이러스성 허위 정보 , 증오 표현 , 반유대주의 논란 과 같은 문제로 계속해서 어려움을 겪고 있습니다 .
트위터는 여러 국가에서 차단되어 있습니다. 현재 트위터는 중국 , 이란 , 미얀마 , 조선민주주의인민공화국 , 파키스탄 , 러시아 , 투르크메니스탄 , 베네수엘라 등 전 세계 8개국에서 차단되어 있습니다 .

## 이전 트위터 비판 및 논란
2009년 6월, 카니예 웨스트 로부터 비난을 받고 사칭범들이 운영하는 무단 계정으로 토니 라 루사 로부터 소송을 당한 후 , 회사는 "검증된 계정" 프로그램을 시작했습니다.
2016년, 트위터는 "사람들이 트위터에서 안전하게 자신을 표현할 수 있도록" 돕기 위해 트위터 신뢰 및 안전 위원회(Twitter Trust & Safety Council)의 설립을 발표했습니다. 위원회의 창립 회원에는 50개의 단체와 개인이 포함되었습니다. 트위터의 "신뢰 및 안전 위원회" 발표는 일부 사용자층의 반대에 부딪혔습니다. 비평가들은 회원 단체들이 "혐오 표현 제한"에 지나치게 치우쳐 있다고 비난했고, Reason 기사는 "목록에 검열에 대한 타협하지 않는 인물이나 단체가 단 한 명도 없다"는 우려를 표명했습니다.
Twitter의 정책은 정치적으로 논란이 되는 트윗을 플랫폼 정책을 위반한 것으로 신고하기 위해 협력하는 사용하는 의해 조작될 수 있다고 설명되어 논란이 되는 사용자나 반대하는 트윗을 작성한 사용자가 플랫폼에서 삭제되는 결과를 초래합니다. 이 플랫폼은 Twitter 정지 및 금지 대상에게 기본적인 정책 위반 혐의에 대한 세부 정보를 제공하지 못한 데 대해 오랫동안 비판을 받아 왔습니다 .
2018년 트위터는 "품질 필터"를 도입하여 "저품질"로 분류된 콘텐츠와 사용자를 검색 결과에서 숨기고 가시성을 제한함으로써 섀도우 배닝(shadow banning) 논란을 불러일으켰습니다. 보수층이 이 필터가 정치적 우파의 사용자를 검열한다고 주장하자, VICE 의 작가 알렉스 톰슨은 많은 유명 공화당 정치인들이 이 필터로 인해 "섀도우 배닝"을 받았다고 확인했습니다.  트위터는 이후 이 문제를 인정하며, 해당 필터에 소프트웨어 버그가 있었으며 조만간 수정될 것이라고 밝혔습니다 .
2020년 10월, 트위터는 헌터 바이든 이 우크라이나 사업가를 아버지 조 바이든에게 소개했다는 의혹을 받는 이메일과 관련된 뉴욕 포스트의 바 이든-우크라이나 음모론 기사 에 대한 트윗을 차단했습니다 . 마샤 블랙번 상원 의원 과 테드 크루즈 상원의원은 트위터에서 뉴욕 포스트 를 차단한 것을 "선거 개입"이라고 규정했습니다 뉴욕 타임스는 2021년 9월, 연방선거위원회(FEC)가 이 문제에 대한 불만을 조사한 결과 트위터가 정치적 목적이 아닌 타당한 상업적 이유로 행동했다고 밝혔다고 보도했습니다. FEC 조사는 또한 트위터가 공화당원 을 섀도우 배닝하는 등의 방식으로 선거법을 위반했다는 주장은 "모호하고 추측에 불과하며, 입수 가능한 정보로 뒷받침되지 않는다"고 밝혔습니다.

## 엘론 머스크 인수 이후 비판과 논란

### 리브랜딩에 대한 비판
리브랜딩 자체(2023년 7월에 이루어짐)는 이름과 로고의 상표성이 약하다 는 이유로 비판을 받았습니다 . 미국에는 X 상표를 소유한 회사가 거의 900개나 있으며 여기에는 Meta Platforms 가 소유한 기존 소셜 미디어 관련 로고도 포함됩니다.

### 허위정보 및 허위정보 처리
일론 머스크는 회사를 인수하기 전에 트위터의 허위 정보 조정을 비판했습니다.그러나 일론 머스크가 트위터를 인수한 이후 , 이 플랫폼은 허위 정보 의 확산을 조장한다는 비판을 받고 있습니다 . 전환 후 머스크는 허위 정보 조정 팀을 없애고 코로나바이러스에 대한 오해의 소지가 있는 정보가 있는 트윗에 라벨을 붙이는 정책을 시행하지 않았습니다 . 알고리즘 변경 으로 러시아의 우크라이나 침공에 대한 바이러스성 허위 정보가 퍼졌고 , 러시아, 중국, 이란과 제휴한 언론 매체의 팔로워가 크게 증가했습니다. 트위터는 2022년 6월에 허위 정보와 싸우기 위한 유럽 연합의 자발적 프로그램에 가입했지만, 머스크는 2023년 5월에 회사를 프로그램에서 철수했습니다.
2023년 9월 현재 Twitter는 잘못된 정보를 퇴치하기 위해 자체 커뮤니티 노트 프로그램 에만 의존했으며 이로 인해 잘못된 정보에 대한 레이블 지정에 실패했습니다. 이 프로그램은 잘못된 정보를 퍼뜨리는 데 책임이 있으며 사실 확인이 지연되었습니다.  유럽 위원회 연구 에 따르면 다른 주요 소셜 네트워크에 비해 Twitter에서 잘못된 정보가 가장 널리 퍼져 상대적으로 참여도가 가장 높았으며 이로 인해 디지털 서비스법을 준수하지 않을 경우 EU에서 금지 또는 벌금을 부과할 수 있다는 경고가 나왔습니다.
2023년 10월, 언론 매체와 전문가들은 2023년 이스라엘-하마스 전쟁과 관련된 상당한 허위 정보를 목격했습니다 .BBC 기자는 "블루 체크" 계정을 포함한 허위 정보의 "폭주"에 대해 설명했으며, CNBC는 일부 영상이 "오해의 소지가 있거나 거짓"으로 표시되었지만, 동일한 재게시 영상은 표시되지 않은 것으로 확인했습니다. 하마스가 트위터에서 테러 조직으로 금지되었음에도 불구하고, 일부 선전 영상이 플랫폼에 유포되었습니다.
NewsGuard 의 분석에 따르면 , "허위 정보의 슈퍼 스프레더"로 불리는 검증된 사용자들이 갈등 첫 주 동안 가자 전쟁 과 관련된 가장 바이러스성 허위 정보의 74%를 생산했습니다 . 이 연구는 가장 인기 있는 허위 또는 근거 없는 주장을 기반으로 트위터에서 가장 많이 참여도가 높은 게시물 250개를 분석했으며, 해당 게시물은 1억 회 이상의 조회수와 100만 건 이상의 참여를 기록했습니다. 2023년 12월 18일, 유럽 연합은 허위 정보 확산과 관련하여 트위터에 대한 조치를 취할 것이라고 발표했습니다.

### 증오 표현 증가
머스크가 트위터를 인수한 후 여러 기관에서 플랫폼에서 증오 표현이 증가했다고 보고했으며 디지털 증오 대응 센터 , 반명예훼손연맹 , 터프츠 대학교의 연구 그룹 등이 이에 포함됩니다 . 디지털 증오 대응 센터 보고서에 따르면 흑인을 겨냥한 모욕적인 표현이 인수 전보다 트위터에 나타나는 비율이 거의 3배나 높아졌고 동성애혐오와 트랜스젠더혐오 표현은 각각 52%와 62% 증가했습니다. 학계와 연구자들은 주로 2023년 2월에 폐쇄된 트위터 API 에 접근하여 트위터에서 증오 표현의 확산을 연구했습니다 . 로이터 조사에 따르면 이러한 폐쇄로 인해 진행 중이던 100개 이상의 연구가 수정되거나 취소되었습니다.
전략대화연구소(ISD)에 따르면, 2022년 6월부터 2023년 2월까지 플랫폼에서 반유대주의 트윗이 두 배로 증가했으며, 이러한 콘텐츠 삭제도 증가했습니다. 이슬람 국가(IS) 계정 수도 70% 증가했습니다. 3월 BBC 연구에 따르면 복구된 1,100개 계정 중 3분의 1이 트위터 가이드라인을 위반한 것으로 나타났습니다. 트위터 관계자는 BBC 파노라마에 여성혐오적 온라인 증오를 포함한 트롤링과 괴롭힘, 그리고 강간 생존자 타깃으로부터 사용자를 보호하는 데 어려움을 겪고 있다고 전했습니다 .
2022년 이후 100만 개가 넘는 트윗을 연구한 디지털 증오 대응 센터 (CCDH)는 LGBT 사람들을 "그루밍"과 연관시키는 게시물이 2022년 10월 이후 119% 증가했으며 많은 사람들이 반 LGBT 수사 로 여기는 것과 함께 광고도 게재되었다고 보고했습니다 . 이 연구에서는 TikTok의 Libs , Christopher Rufo , Tim Pool , James Lindsay를 포함한 5개의 유명 계정을 다루었습니다 . 미디어 모니터링 그룹 GLAAD는 트위터를 " LGBTQ 사람들 에게 가장 위험한 플랫폼 "으로 묘사했으며 X는 소셜 미디어 안전 지수에서 가장 낮은 순위를 기록했습니다.
2023년 11월, CCDH는 이스라엘-하마스 전쟁과 관련된 허위 정보, 반유대주의, 이슬람 혐오, 기타 증오 표현의 98%가 보고 후 7일 후에도 X 플랫폼에 남아 2,400만 회 이상의 조회수를 기록했다는 새로운 보고서를 발표했습니다. X는 3,000개 계정을 삭제하고 게시물 도달 범위 제한 등 325,000개 콘텐츠에 대한 조치를 취했습니다.  11월 24일, 유럽 연합은 증오 표현과 허위 정보가 "놀라울 정도로 증가"하고 있다며 X 플랫폼의 광고 게재를 중단했습니다. 유럽 위원회 대변인은 X 플랫폼이 EU 규정의  기관 에 X 플랫폼에서 광고를 하지 말 것을 권고했습니다.
11월 23일 아일랜드 더블린 폭동 이후 X는 플랫폼에서 증오 표현으로 묘사되는 "사악한 메시지"를 허용했다는 비판을 받았지만 TikTok, Instagram, Facebook 등 다른 소셜 미디어 플랫폼은 Garda 의 콘텐츠 삭제 요청 을 따랐 습니다. 바라드카르 총리 가 증오를 조장하는 법률의 개정을 촉구한 후 머스크는 "아일랜드 총리는 아일랜드 국민을 미워한다"고 답했습니다.

### 아동 성적 학대 자료
2023년 8월, Musk가 이를 제거하는 것이 최우선 과제라고 밝혔음에도 불구하고 Twitter의 아동 성적 학대 자료 (CSAM)가 여전히 문제 라고 보고되었습니다 . 2023년 6월 현재, 스탠포드 대학 의 Stanford Internet Observatory 에서 실시한 조사 에 따르면 Twitter에서 "최근 몇 달 동안" CSAM에 대한 "기본적인 시행이 부족했다"고 보고되었습니다. 예를 들어 Twitter의 신뢰 및 안전 팀 직원 수가 줄어들어 2022년 11월 아시아 태평양 지역 의 모든 아동 성적 학대 자료를 처리하는 정규직 직원 한 명이 남게 되었습니다. BBC Panorama 에서 실시한 2023년 조사 에 따르면 Musk가 인수한 이후 Twitter에서 해고와 변화가 이어지면서 아동 성적 학대가 증가하고 있다는 우려가 발견되었습니다.

### 악성 및 가짜 계정
2024년 3월, The Intelligencer는 "░P░U░S░S░Y░I░N░B░I░O░"라는 문구나 이와 유사한 음란물 언급이 담긴 스팸 게시물이 급증하고 있다고 보도했습니다. 이러한 게시물은 스팸 대응 조치를 피하기 위해 제작된 것으로 보입니다. "생리대에 여자"나 "PIB" 스팸이 흔해지면서 농담의 소재가 되었는데, 그중에는 엘론 머스크가 직접 게시한 것도 있었습니다.

### 계정 정지 및 복구
주요 기사: 트위터 정지
2022년 10월 인수 후 몇 시간 만에 2017년에 금지되었던 극우 Britain First 계정이 복구되었습니다. 2022년 11월 말에는 Jordan Peterson , Kathy Griffin , The Babylon Bee , Donald Trump를 시작으로 계정 금지가 계속 해제되었습니다 . 여러 계정이 정지되었는데, 그 중 많은 계정이 Musk에게 조치를 취할 것을 촉구한 극우 인물 의 이름이 거론되었습니다 .금지된 계정에는 LGBTQ+ 행사 에 보안을 제공한 그룹 과 Musk를 패러디한 여러 계정이 포함됩니다.
11월에 Twitter 분석 회사 Bot Sentinel은 10월 28일과 11월 1일 사이에 약 877,000개 계정이 비활성화되고 497,000개 계정이 정지되었다고 계산했는데, 이는 평소 수치의 두 배 이상입니다.12월에는 네오나치이자 The Daily Stormer 의 설립자인 Andrew Anglin 이 반유대주의 트윗을 게시한  Kanye West 가 정지된 지 24시간 이내에 복직되었습니다 . Kanye의 계정은 나중에 2023년 7월에 복원되었습니다.
11월에 Twitter 분석 회사 Bot Sentinel은 10월 28일과 11월 1일 사이에 약 877,000개 계정이 비활성화되고 497,000개 계정이 정지되었다고 계산했는데, 이는 평소 수치의 두 배 이상입니다.
2023년 6월, 트위터는 머스크/테슬라 비판가 에런 그린스펀 과 그의 법률 투명성 회사 플레인사이트(PlainSite)의 계정을 정지시켰습니다 . 플레인사이트는 수년간 머스크/테슬라 관련 문서를 다수 공개해 왔습니다. 2023년 2월, 머스크는 두 사람 간의 의사소통 내용이 공개된 것과 관련하여 그린스펀을 상대로 소송을 제기했습니다.
2024년 1월 X는 Ken Klippenstein을 포함한 여러 언론인과 좌파 성향 계정에 속한 계정을 금지했습니다 .
2024년 8월, 브라질 대법원 판사는 법원 명령에 따라 정지된 브라질 계정 복구 문제 와 관련하여 일론 머스크가 24시간 이내에 브라질을 위한 새로운 법적 대리인을 임명하지 않을 경우 소셜 미디어 플랫폼 X가 정지될 수 있다고 경고했습니다 . 머스크는 앞서 X의 브라질 내 사업 운영을 중단하고 알렉상드르 지 모라이스 판사의 허위 정보 대응 노력을 비판했습니다. 머스크가 이를 따르지 않을 경우 플랫폼이 정지될 수 있으며, 이는 2024년 8월 말에 발생했으며, 소셜 네트워크가 브라질에 대리인을 임명하고, 사법부의 요청에 따라 계정을 차단하고, X에 적용된 연체 벌금 28.6헤알을 납부한 2024년 10월 초 지방 선거 이후에 해제되었습니다.
2024년과 2025년 터키 에서 반정부 시위가 벌어지던 중 X는 터키 정부의 요청에 따라 다수의 풀뿌리 활동가들의 콘텐츠와 계정을 삭제했습니다. 이는 X의 의사 결정에 대한 비판으로 이어졌습니다.

#### 엘론젯과 언론인들, 운항 중단
12월 14일, 머스크는 잭 스위니 가 운영하는 트위터 봇 계정 인 엘론젯(ElonJet)을 정지시켰습니다 . 이 계정은 공개적으로 접근 가능한 데이터를 사용하여 머스크의 개인 전용기를 실시간으로 추적하는 계정입니다. 스위니의 다른 계정 여러 개도 정지되었습니다. 그는 이전에 "표현의 자유에 대한 저의 약속은 비행기 탑승 후 계정을 정지하지 않는 것까지 포함합니다. 비록 그것이 직접적인 개인 안전 위험임에도 불구하고 말입니다."라고 밝힌 바 있습니다. 머스크는 계정 정지 결정을 옹호하며 실시간 위치 정보 도킹(doxxing)을 금지한다고 선언했고, 트위터는 이에 따라 정책 페이지를 업데이트했습니다.
다음 날, 트위터는 엘론젯 사건을 취재하던 여러 기자들의 계정과 트위터의 마스토돈 계정  을 새로운 폭로 정책을 위반했다는 이유로 금지했습니다. 정지된 기자 중 일부는 머스크와 함께 트위터 스페이스 대규모 오디오 통화에 참여했고, 머스크는 정지 처분에 대해 질문을 받았습니다.머스크는 통화를 나갔고, 통화는 갑자기 종료된 후 트위터 스페이스 서비스 전체가 일시적으로 중단되었습니다.머스크는 서비스 중단의 원인을 소프트웨어 버그 로 돌렸고 , 트위터의 한 수석 소프트웨어 엔지니어는 스페이스가 "오프라인으로 전환되었다"고 말했습니다. 정지된 기자들 대부분은 나중에 복직되었지만, 정책을 위반한 트윗이 삭제될 때까지 새로운 트윗을 게시할 수 없었습니다.

### 국가 산하 미디어 라벨링
2023년 4월 6일, 트위터는 공식 정책을 철회하여 플랫폼이 국가 통제 미디어 기관의 콘텐츠를 "추천하거나 확대"하지 않을 것이라고 밝혔습니다.  디지털 포렌식 연구소 의 분석에 따르면 , 이러한 변경 사항은 트위터가 러시아 , 중국 , 이란 의 정부 계정 필터링을 중단한 3월 29일경부터 이미 적용되었습니다 .  러시아 RT 가 관리하는 계정과 같은 이러한 계정은 플랫폼에서 상당한 영향력을 발휘합니다.  이러한 변경으로 인해 트위터에서 알고리즘을 통해 계정을 홍보할 수 있게 되면서 팔로워 수가 빠르게 증가했습니다.
또한 2023년 4월, 트위터는 NPR(National Public Radio)의 메인 계정을 "미국 국가 산하 미디어"로 지정했습니다 . 이는 일반적으로 러시아의 RT 와 중국의 신화통신 처럼 각국 정부의 관점을 직접 대변하는 외국 언론 매체에 적용되는 라벨입니다 . 트위터의 결정은 논란의 여지가 있었습니다. 의회의 법률에 의해 설립되었지만 NPR은 정부 프로그램을 통해 자금의 일부만 받는 독립적인 뉴스 기관입니다. 트위터의 이전 정책은 편집의 독립성으로 인해 국가 산하로 간주되지 않는 네트워크의 예로 NPR과 영국의 BBC를 명시적으로 언급했습니다. 2023년 10월 현재 NPR은 여전히 트위터를 사용하지 않으며, 해당 매체는 트래픽 에 미치는 영향이 미미하다고 설명합니다.

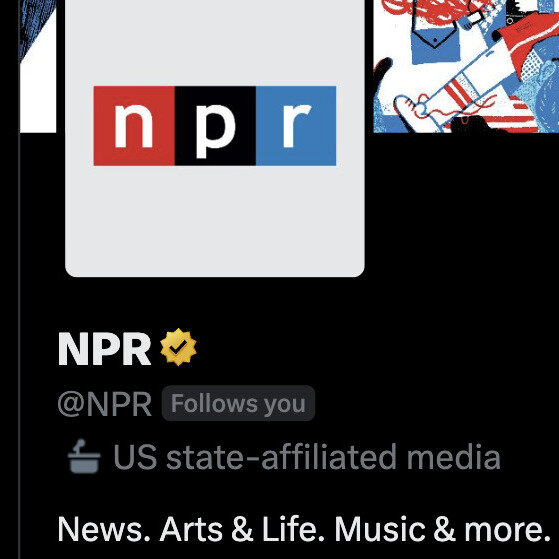
NPR labeled state-affiliated media

2023년 4월 8일, 트위터는 NPR 계정의 명칭을 "국가 산하"에서 "정부 지원"으로 변경했습니다. 4월 10일, 머스크와 직접 연락을 취한 후 NPR 기자 바비 앨린은 머스크가 위키피디아 카테고리 페이지인 " 카테고리:공적 자금 지원 방송사 "를 통해 접근할 수 있는 목록에 의존하여 어떤 언론사 계정을 "정부 지원 미디어"로 간주해야 할지 결정한다고 말했다고 트윗했습니다. 이후 트위터는 PBS , BBC , Voice of America 등 다른 출처에도 이 라벨을 추가했는데 , 세 곳 모두 이 라벨에 반대했습니다.
4월 12일, NPR은 트위터에서 더 이상 계정을 사용하지 않을 것이라고 발표했습니다. NPR이 공공방송공사(Corporation for Public Broadcasting) 로부터 "연간 예산 3억 달러 중 1% 미만"을 받고 있음에도 불구하고, NPR을 "정부 지원 미디어"로 분류한 것은 "부정확하고 오해의 소지가 있다"는 이유 에서였습니다 . 플랫폼에서의 마지막 게시물에서, 네트워크는 대체 뉴스레터, 웹사이트 및 소셜 미디어 프로필에 대한 링크를 공유했습니다이 결정을 설명하는 이메일에서 CEO 존 랜싱은 개별 NPR 저널리스트와 직원들이 트위터를 계속 사용할지 여부를 스스로 선택할 수 있도록 허용했지만, 사이트에 남는 것은 "여러분 모두가 여기서 하는 중요한 작업에 해를 끼칠 것"이라고 지적했습니다.
4월 17일, 캐나다 공영방송 CBC는 캐나다 보수당 대표 피에르 푸알리에브르 의 서한에 대한 답변으로 트위터로부터 "정부 지원 미디어"로 지정되었습니다 . 4월 18일, 이 라벨은 CBC의 2020-2021년 보고서의 오래된 데이터를 참조하여 "70% 정부 지원 미디어"로 변경되었습니다. 얼마 지나지 않아 머스크는 라벨의 비율을 " 69% "로 수정했습니다. 머스크는 "캐나다 방송사(CBC)가 '정부 지원이 70% 미만'이라고 밝혔기 때문에 라벨을 수정했습니다."라고 트윗했습니다. 이에 CBC는 트위터 활동을 중단한다고 발표했습니다.
4월 21일, 트위터는 국가 산하 미디어에 대한 라벨 표시를 전면 중단했으며 NPR, BBC, CBC와 같은 서방의 공적 자금 지원을 받는 매체와 중국의 신화통신, 러시아의 RT는 계정에 라벨을 표시하지 않았습니다.

### 트랜스젠더에 대한 증오적인 행동과 언어
이전에 " 트랜스젠더 개인 에 대한 잘못된 성별 지정 또는 데드네이밍 "을 금지하는 트위터 정책을 검토하겠다는 의사를 밝힌 후 머스크는 2022년 11월 플랫폼의 증오 표현 정책을 완화했으며, 기즈모도는 트랜스젠더를 보호하는 정책을 "사실상 죽었다"고 설명했습니다. 이전에는 트윗이 삭제되었지만 트위터는 2023년 4월 증오 행위 정책을 "잠재적으로" 위반하는 트윗에 경고 라벨을 붙일 것이라고 발표했습니다.
6월 1일, 프라이드 먼스 첫날 , 머스크는 잘못된 성별 지정에 대한 정책이 시행되지 않을 것이라고 확인했으며, 그의 의견으로는 "누군가가 선호하는 대명사를 사용하는 것에 동의하든 동의하지 않든, 그렇게 하지 않는 것은 기껏해야 무례한 일이고 확실히 어떤 법도 어기지 않는다"고 말했습니다.
6월, 머스크는 트위터 검토 결과 해당 콘텐츠가 증오 행위를 조장하고 학대 및 괴롭힘 방지 정책을 위반하는 것으로 판단된 후, 데일리 와이어( The Daily Wire) 의 영화 ' 여자란 무엇인가?(What Is a Woman? ) '를 홍보했습니다. 머스크는 영화에 대한 반대가 "실수"라고 주장했지만, 플랫폼 전체에 홍보되지는 않을 것이라고 밝혔습니다. 사용자들의 압력 캠페인 이후, 제한 조치는 광고 옆에 배치하지 않는 것으로 축소되었습니다. 얼마 지나지 않아 머스크는 "시스젠더(cisgender)"와 " 시스젠더(cis-gender )" 라는 단어가 트위터에서 반복적이고 표적화된 괴롭힘 의 맥락에서 비방으로 간주된다고 선언했습니다 . 10월에는 트랜스젠더 혐오 학대 혐의를 신고하는 기능이 폐지되었습니다.
11월에 PragerU는 인구 통계나 선호도에 관계없이 대부분의 Twitter 사용자에게 24시간 동안 광고와 함께 표시되는 해시태그인 "타임라인 인수" 광고 스팟을 구매하여 단편 영화 Detrans: The Dangers of Gender-Affirming Care를 홍보했습니다 . "타임라인 인수" 스팟은 PragerU가 단편 영화를 홍보하기 위해 약 100만 달러로 추산한 마케팅 예산의 일부였습니다. The Nation은 "반 트랜스 증오"를 Twitter의 "핵심 기능" 중 하나로 설명합니다.

### API 관련 문제
2023년 1월, Twitter는 타사의 API 접근을 중단하여 모든 타사 Twitter 클라이언트를 종료해야 했습니다. 이로 인해 타사 클라이언트가 작동을 멈췄지만, 변경 사항은 일주일 후 회사가 변경 사유로 명시되지 않은 "오랜 API 규칙"을 언급할 때까지 인정되지 않았습니다.1월 19일까지 Twitter는 개발자 계약을 소급적으로 업데이트하여 개발자가 Twitter 자체 앱과 유사한 제품을 만드는 것을 금지했습니다. 2월 2일, Twitter는 2월 9일까지 무료 API 계층을 제거하고 "기본 유료 계층"으로 대체할 것이라고 발표했습니다. Musk는 나중에 2월 5일에 "좋은 콘텐츠"를 제공하는 봇 계정은 Twitter의 API를 계속 사용할 수 있다고 명확히 했습니다.
이는 개발자 커뮤니티에서 논란을 일으켰습니다. 많은 서드파티 앱이 트위터 공식 앱보다 먼저 출시되었고, 이러한 변경 사항은 사전에 발표되지 않았기 때문입니다. Twitterrific의 션 헤버는 블로그 게시물을 통해 16년 된 이 앱이 중단되었음을 확인했습니다. "유감스럽게도, 이 앱의 갑작스럽고 품위 없는 종말은 점점 더 변덕스러워지는 트위터의 예고도 없는 정책 변경으로 인한 것입니다.

### 일론 머스크 트윗 홍보
2023년 2월 7일, 일론 머스크는 자신의 트윗 참여도 감소 문제를 해결하기 위해 트위터 엔지니어와 자문위원 회의를 소집했습니다.  회사의 두 명의 주요 엔지니어 중 한 명은 플랫폼을 인수하는 동안 최고조에 달했던 머스크에 대한 대중의 관심이 약해지고 있다고 주장한 후 해고되었습니다.  직원들이 제시한 Google 트렌드 차트 는 인기 감소를 보여주었습니다 그 다음 주, 슈퍼볼 LVII 이후 , 일론의 사촌인 트위터 직원 제임스 머스크는 회사 엔지니어에게 "긴급성이 매우 높은" 문제에 대한 메시지를 보냈습니다. 슈퍼볼에 대한 일론 머스크의 트윗이 미국 대통령 조 바이든이 보낸 트윗보다 노출이 적다는 것입니다 . 그날 오후까지 트위터의 알고리즘은 머스크의 트윗을 인위적으로 1,000배 늘리도록 변경되었습니다. 많은 사용자들이 "For You" 탭에서 그의 게시물이 엄청나게 홍보되는 것을 관찰했습니다. 비판에 따라 그 홍보 효과는 더 작은 요소로 줄어들었습니다.